# Francisco García Hernández
Pour les articles homonymes, voir Francisco García et Hernández.
Francisco García Hernández est un footballeur espagnol né le 8 juillet 1954 à Madrid. Il évoluait au poste de milieu.

## Biographie
Francisco García Hernández est formé au Real Madrid : il évolue tout d'abord en Castilla avant d'intégrer l'équipe première en 1978,.
Il dispute donc ses premiers matchs en première division espagnole en 1978-1979. Il est alors sacré champion avec le Real en 1979 et réalise le doublé Coupe/championnat en 1980,.
Le 14 septembre 1980, il se met en évidence en marquant un triplé en championnat, lors de la réception de l'Athletic Bilbao, permettant à son équipe de l'emporter sur le très large score de 7-1. Hernández inscrit un total de 12 buts en Liga cette saison là, ce qui constitue sa meilleure performance à ce niveau.
Lors de la campagne de Coupe des clubs champions en 1980-81, García Hernández dispute huit matchs et inscrit le but victorieux en huitièmes de finale retour contre le Budapest Honvéd. S'il joue les demi-finales, il reste néanmoins sur le banc lors de la finale perdue contre Liverpool.
Après avoir remporté à nouveau la Coupe nationale en 1981-82, il rejoint le CD Castellón qui évolue en deuxième division en 1983.
Après cinq saisons avec Castellón, il devient joueur de l'UD Alzira en 1988. Il ne reste qu'une saison avant de raccrocher les crampons en 1989,.
Le bilan de la carrière de García Hernández en championnat s'élève à 84 matchs disputés en première division, pour 28 buts marqués, et 145 matchs en deuxième division, pour 16 buts inscrits.

## Palmarès
Real Madrid
| - Championnat d'Espagne (2) : - Champion : 1978-79 et 1979-80. - Coupe d'Espagne (2) : - Vainqueur : 1979-80 et 1981-82. |